# Heeresmusikschule Bückeburg
Die Heeresmusikschule Bückeburg war eine Heeresmusikschule der Wehrmacht in der niedersächsischen Stadt Bückeburg. Sie bestand von 1939 bis zur Auflösung der Schule im April 1945 unter dem Namen Heeresmusikschule Bückeburg.

## Geschichte
Die Musikschule in Bückeburg wurde im Oktober 1913 auf Betreiben von Fürst Adolf zu Schaumburg Lippe als Fürstliche Musik Hochschule gegründet. Später wurde sie als Orchester Musikhochschule geführt. Am 1. April 1939, nach einer anderen Quelle im November 1935, übernahm die deutsche Wehrmacht das Gebäude in der heutigen Friedrich-Bach-Str. 1  und richtete neben Frankfurt am Main eine weitere Heeresmusikschule ein. Diese Schule bestand bis zu ihrer Auflösung im April 1945. Nach weiteren Quellen wird diese Schule als Heeresmusikschule IX bezeichnet.

## Bekannte Schüler
- Horst Fischer
- James Last
- Gerd Husemann
- Karl Lieffen[4]
- Hans Blum (Henry Valentino)
- Willy Schnell, Solooboist des Württembergischen Staatsorchesters und der Bachakademie Stuttgart, Professor in Stuttgart